# The World's End
The World's End (bra: Heróis de Ressaca) é um filme nipo-britano-estadunidense de 2013, dos gêneros comédia, ação e ficção científica, dirigido por Edgar Wright, com roteiro de Simon Pegg (que interpreta o protagonista) e do próprio diretor.
Foi uma produção da Big Talk Productions, Studiocanal e Working Title Films. As filmagens começaram em setembro de 2012 em Welwyn Garden City e Letchworth Garden City. Parte do filme foi gravado na estação ferroviária local de High Wycombe, Buckinghamshire. As filmagens foram concluídas em 22 de dezembro de 2012.[carece de fontes?]
O filme foi lançado no Reino Unido em 19 de Julho de 2013, e nos Estados Unidos em 23 de agosto de 2013. No Brasil, foi lançado em 21 de janeiro de 2014, diretamente em DVD e Blu-ray, sem estréia nos cinemas.[carece de fontes?]

## Elenco
- Simon Pegg...Gary King
- Nick Frost...Andrew Knightley
- Rosamund Pike
- Paddy Considine...Steven Prince

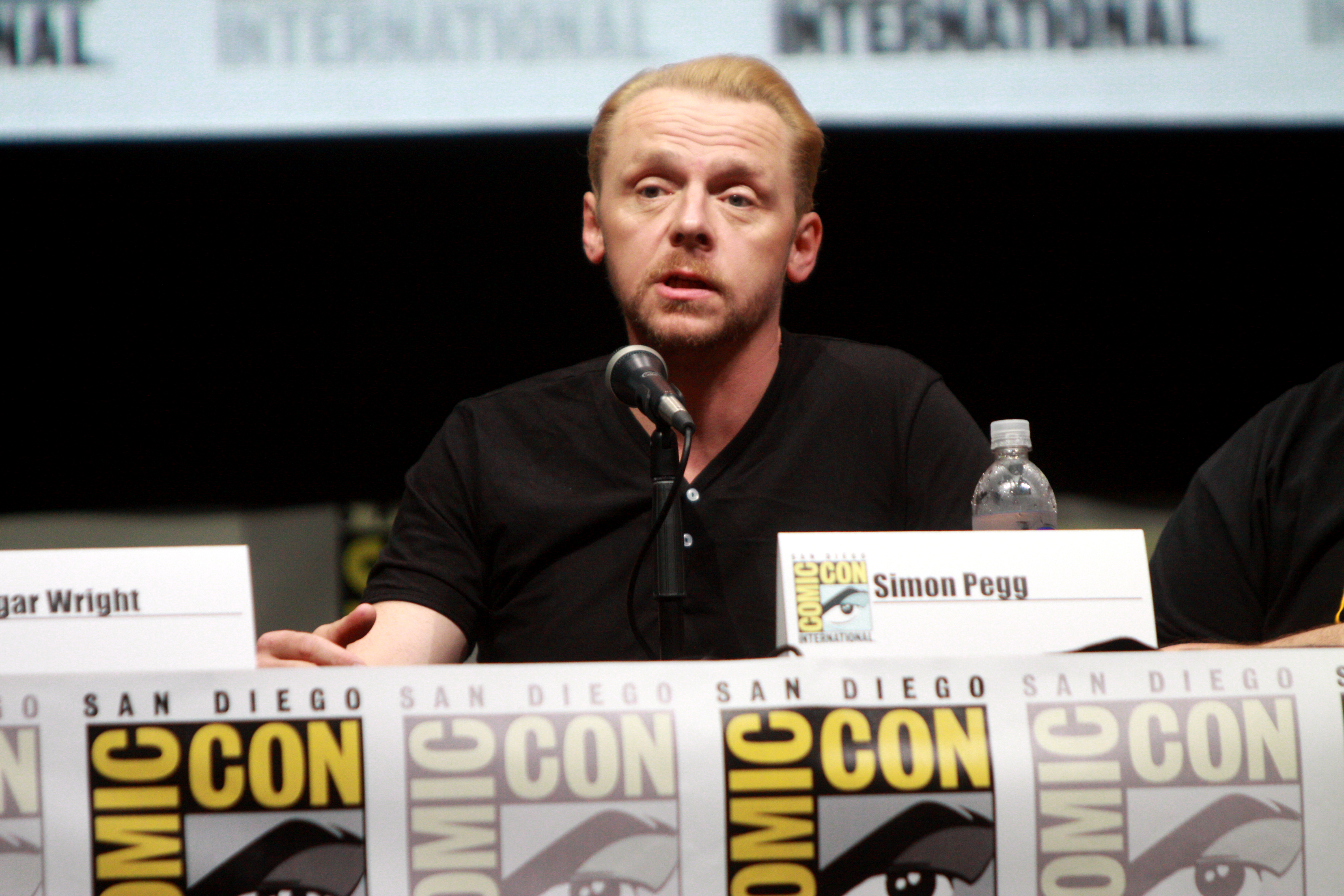
Simon Pegg em San Diego, no Comic Con International de 2013

- Martin Freeman...Oliver Chamberlain
- Eddie Marsan...Peter Page
- Thomas Law... Jovem Gary
- Zachary Bailess...Jovem Andy
- Jasper Levine...Jovem Steven
- Reece Shearsmith
- Darren Boyd
- Rafe Spall
- Alice Lowe
- David Bradley...Basil
- Mark Heap
- Michael Smiley...Reverendo Green